# Blender (lied)
Blender is een lied van de Nederlandse rapper JoeyAK in samenwerking met de Marokkaans-Nederlandse rapper Lijpe. Het stond in 2021 als tweede track op het album Bodemboy van JoeyAK.

## Achtergrond
Blender is geschreven door Abdel Achahbar, Joël Hoop en Tevin Irvin Plaate en geproduceerd door Spanker. Het is een nummer dat past in de genres nederhop en trap. In het lied rappen de artiesten over hoe zij zich hebben onderscheiden in hun carrières ten opzichte van andere artiesten en daardoor succesvol zijn geworden. 
Het is niet de eerste keer dat de twee artiesten met elkaar samenwerken. Eerder deden zij dit al op Vast in de trap, In die life en Handrem. Ze herhaalden de samenwerking op Klokken en stenen.

## Hitnoteringen
Ondanks dat het lied niet als single was uitgebracht, hadden de artiesten toch bescheiden succes met het lied in Nederland. Het stond op de 96e plaats van de Single Top 100 in de enige week dat het in deze hitlijst te vinden was. De Top 40 en haar Tipparade werden niet bereikt.